# Dutch masters
Dutch masters is een thema-album binnen de elektronische muziek van artiesten die in 2011 verbonden waren aan het Nederlandse platenlabel Groove Unlimited. Het thema daarbij zijn schilderijen dan wel andere kunstwerken (werken van Nederlandse Meesters) maar uiteraard staat Dutch masters ook voor de uitvoerenden.

## Muziek

Tuin der lusten

| Nr. | Titel                                                                             | artiest              | Duur  |
| --- | --------------------------------------------------------------------------------- | -------------------- | ----- |
| 1.  | Nachtwacht (naar De Nachtwacht van Rembrandt van Rijn)                            | Synth.nl             | 7:41  |
| 2.  | Ascending and descending (naar Waterval van Maurits Cornelis Escher)              | Remy                 | 6:08  |
| 3.  | Muurhuizen (naar Muurhuizen van Anton Pieck)                                      | Gert Emmens          | 8:24  |
| 4.  | Nuit étoilée sur le Rhône (naar Sterrennacht boven de Rhône van Vincent van Gogh) | Eric van der Heijden | 7:20  |
| 5.  | Temptation (The Temptation of St. Anthony van Matthias Grünewald)                 | Void                 | 7:21  |
| 6.  | Tower of Babel (naar Toren van Babel van Pieter Brueghel de Oude)                 | René Splinter        | 5:57  |
| 7.  | Forrest machines (Wuivend riet)                                                   | Bas Broekhuis        | 10:14 |
| 8.  | Tuin der lusten (naar Tuin der Lusten van Jheronimus Bosch)                       | Ron Boots            | 6:43  |
| 9.  | The Zeppelin (naar De Zeppelin van Carel Willink)                                 | René van der Wouden  | 8:04  |
| 10. | Back to square one (naar Victory Boogie Woogie van Piet Mondriaan)                | Meesha               | 6:41  |